# Gillian Gowers
Pour les articles homonymes, voir Gowers.
Gillian Carol Gowers, née le 9 avril 1964 à Bristol, est une joueuse de badminton anglaise.

## Carrière
Elle remporte aux Championnats du monde de badminton 1985 la médaille de bronze en double mixte. Elle est médaillée d'or en double dames et en double mixtes aux Championnats d'Europe de badminton 1986, médaillée de bronze en double mixte et double dames aux Championnats d'Europe de badminton 1990, et médaillée de bronze en double dames aux Championnats d'Europe de badminton 1992.
Elle participe au tournoi de double dames des Jeux olympiques d'été de 1992, où elle est éliminée au deuxième tour.